# Spodiopsar
Spodiopsar – rodzaj ptaków z rodziny szpakowatych (Sturnidae).

## Występowanie
Rodzaj obejmuje gatunki występujące we wschodniej Azji.

## Morfologia
Długość ciała 22 cm, masa ciała 65–95 g.

## Systematyka

### Etymologia
Greckie σποδιος spodios – „koloru popiołu” < σποδος spodos – „proch”; ψαρ psar, ψαρος psaros – „szpak”.

### Podział systematyczny
Takson wyodrębniony ostatnio ze Sturnus. Do rodzaju należą następujące gatunki:
- Spodiopsar sericeus (J.F. Gmelin, 1789) – szpak jedwabisty
- Spodiopsar cineraceus (Temminck, 1835) – szpak szary